# Conus crosnieri
Espèce
Conus crosnieri est une espèce de mollusques gastéropodes marins de la famille des Conidae.
Comme toutes les espèces du genre Conus, ces escargots sont prédateurs et venimeux. Ils sont capables de « piquer » les humains et doivent donc être manipulés avec précaution, voire pas du tout.

## Description
La longueur maximale de ce mollusque est de 83,8 mm. Sa coquille atteint 59,6 mm de longueur et 24,8 mm en diamètre. 

## Distribution
L'holotype de cette espèce marine a été trouvé dans le Canal du Mozambique au large des Comores et également au large de Madagascar et au S KwaZulu-Natal, Afrique du Sud.

## Taxinomie

### Première description
L'espèce Conus crosnieri a été décrite pour la première fois en 2018 par les malacologistes Manuel Jimenez Tenorio (d) (1965-), Éric Monnier (d) (1953-) et Nicolas Puillandre (d) dans la publication intitulée « European Journal of Taxonomy »,.

### Synonymes
- Afonsoconus crosnieri Tenorio, Monnier & Puillandre, 2018 · non accepté
- Conus (Afonsoconus) crosnieri (Tenorio, Monnier & Puillandre, 2018) · appellation alternative

## Identifiants taxonomiques
Chaque taxon catalogué par les bases de données biologiques et taxonomiques possède un identifiant qui permet d'établir un point de référence. Les identifiants de Conus crosnieri dans les principales bases sont les suivants :
CoL : XX8V - NCBI : 911656 - WoRMS : 1308107